# Чеберяки
Чеберя́ки — село в Україні, в Сумській області, Роменському районі. Населення становить 248 осіб. Входить до складу Андріяшівської сільської громади. До 2020 орган місцевого самоврядування - Глинська сільська рада.

## Географія
Село Чеберяки розташоване на правому березі річки Сула у місці впадання в неї річки Локня, вище за течією на відстані 4 км розташоване село Глинськ, нижче за течією на відстані 2.5 км — село Нова Гребля, на протилежному березі — село Гудими, вище за течією річки Локня на відстані 2 км розташоване село Заруднівка (знято з обліку в 2007 році).
Річка у цьому місці звивиста, утворює лимани та заболочені озера.

## Історія
Село постраждало внаслідок геноциду українського народу, проведеного урядом СРСР 1923–1933 та 1946–1947 роках.

## Політика

### Парламентські вибори, 2019
На позачергових парламентських виборах 2019 року у селі функціонувала окрема виборча дільниця № 590493, розташована у приміщенні об’єкту дозвіллевої роботи.
Результати
- зареєстровано 133 виборці, явка 79,70%, найбільше голосів віддано за Всеукраїнське об'єднання «Батьківщина» — 38,10%, за «Слугу народу» — 31,43%, за Радикальну партію Олега Ляшка — 11,43%[1]. В одномандатному окрузі найбільше голосів отримав Віктор Ладуха (Всеукраїнське об'єднання «Батьківщина») — 37,74%, за Максима Гузенка (Слуга народу) — 21,70%, за Ігоря Шкурата (самовисування) — 19,81%[2].

## Пам'ятки
- Братська могила радянських воїнів[d];